# Japán az első világháborúban
Japán 1914-ben az antant hatalmak oldalán lépett be az első világháborúba. Mindenképpen meg akarta szerezni a távol-keleti német gyarmatokat, így a Mariana-szigeteket, a Karolina-szigeteket és a Marshall-szigeteket, valamint Csingtao német gyarmatvárost Kínában. A területi hódítások mellett tovább akarta növelni befolyását Kínában.

## Japán belépése a háborúba
1914. augusztus 7-én Tokió hivatalos levelet kapott a Egyesült Királyság kormányától, hogy a japánok segítsék a kínai felségvizeken cirkáló német hajók elpusztítását. Augusztus 14-én Japán ultimátumot küldött Németországnak. Mivel válasz nem érkezett, augusztus 23-án a japánok hadat üzentek a Német Birodalomnak.

## Harcok a Távol-Keleten
A japán csapatok gyorsan elfoglalták a németek függő területeit a Távol-Keleten. 1914. szeptember 2-án a japánok partra szálltak a kínai Santung tartományban és körülvették Csingtao telepét. Pár héttel később Japán ellenállás nélkül megszerezte a német csendes-óceáni gyarmatokat, a Mariana-, Karolina- és Marshall-szigeteket.

## Orosz polgárháború
1918-ban a japánok tovább növelték befolyásukat Kínában. Az Orosz Birodalom és az 1917-es októberi orosz forradalom után a szibériai intervenció során japán és amerikai csapatok érkeztek Oroszországba Alekszandr Kolcsak Fehér Mozgalmának megsegítésére a bolsevikok ellen. A Japán Birodalmi Hadsereg eredetileg 70 ezer katonát kívánt küldeni Szibériába, hogy elfoglalják a Bajkál-tótól keletre fekvő területeket. A tervet később visszavonták az Egyesült Államokkal való nézeteltérés miatt.